# Scandinavia

Scandinavia

Scandinavia (/ˌskændɪˈneɪviə/ SKAN-dih-NAY-vee-ə) là một tiểu vùng ở khu vực Bắc Âu, có mối quan hệ lịch sử, văn hóa và ngôn ngữ chặt chẽ. Thuật ngữ Scandinavia trong cách sử dụng địa phương bao gồm ba vương quốc Đan Mạch, Na Uy và Thụy Điển. Đa số các ngôn ngữ quốc gia của ba ngôn ngữ này thuộc về phương ngữ Scandinavia liên tục, và là các ngôn ngữ Bắc Đức có thể hiểu được lẫn nhau.
Trong tiếng Anh, Scandinavia đôi khi cũng đề cập một cách hẹp hơn là chỉ có Bán đảo Scandinavia, hoặc rộng hơn là bao gồm Quần đảo Åland, Quần đảo Faroe, Phần Lan và Iceland.
Định nghĩa rộng hơn phía trên tương tự như những gì được địa phương gọi là các nước Bắc Âu, cũng bao gồm các đảo xa của Na Uy là Svalbard và Jan Mayen cũng như Greenland, một quốc gia cấu thành trong Vương quốc Đan Mạch.

## Từ nguyên
Tên gọi Scandinavia bắt nguồn từ phiên âm Latinh Skathinawjö của một khái niệm viết bằng ngôn ngữ Thuỵ Điển cổ. Ở đây Skathi- có nghĩa là "nguy hiểm" hoặc "thiệt hại", còn –awjö là "đảo" hoặc "bán đảo". Gộp lại, Scandinavia có thể mang nghĩa là "bán đảo nguy hiểm" hay "Nguy Đảo". "Nguy hiểm" ở đây có lẽ chỉ các dòng hải lưu bao quanh bán đảo Scandinavia. Cụm từ Scandinavia ít nhiều có quan hệ ngữ nguyên với các từ như Skåne hay Skanör (tên một vùng đất phía nam Thuỵ Điển). Cũng có người cho rằng sự "nguy hiểm" bên trên chỉ đến các bờ cát tại vùng Skanör rất nguy hiểm cho giao thông đường biển. Một số người lại cho rằng nguồn gốc của Scandinavia liên quan đến tên gọi của nữ thần Skadi (Skade) của người Bắc Âu.
Thuật ngữ "người Scandinavia" cũng dùng để chỉ các dân tộc Bắc German, những người nói ngôn ngữ Scandinavia có nguồn gốc Bắc Âu cổ.

## Địa lý

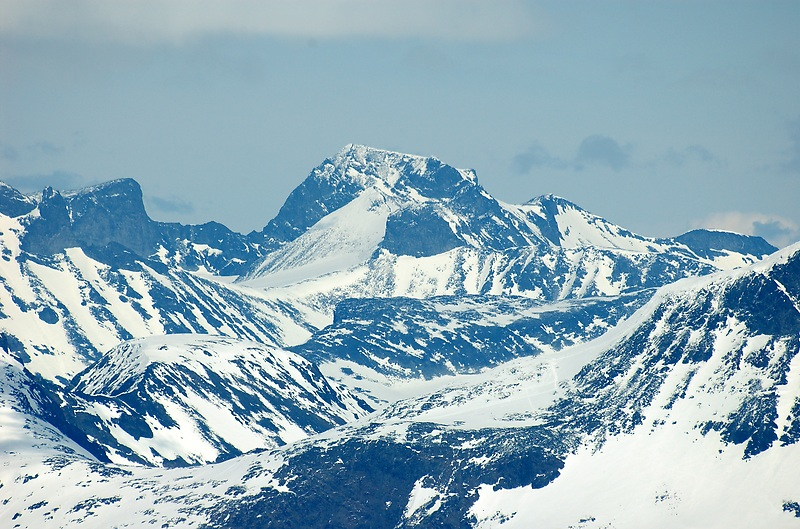
Galdhøpiggen là nơi cao nhất tại Scandinavia, và là một phần của Dãy núi Scandinavia

Địa lý của Scandinavia rất đa dạng. Nổi bật là các vịnh hẹp Na Uy, Dãy núi Scandinavia, vùng phẳng, thấp ở Đan Mạch, và các quần đảo của Thụy Điển và Na Uy. Thụy Điển có nhiều hồ và băng tích, còn sót lại từ thời băng hà.
Khí hậu thay đổi từ bắc đến nam và từ tây sang đông; với khí hậu bờ tây hải dương (Cfb) điển hình của Tây Âu tại Đan Mạch, phần xa nhất về phía nam của Thụy Điển và dọc bờ tây của Na Uy cho tới 65°B, với hiện tượng nâng sơn làm tăng giáng thủy (<5000 mm) tại một số vùng ở tây Na Uy. Vùng trung – từ Oslo đến Stockholm – có khí hậu lục địa ẩm (Dfb), và thường chuyển thành khí hậu cận Bắc cực (Dfc) xa hơn về phía nam và khí hậu bờ tây lạnh (Cfc) dọc theo bờ tây bắc. Có một vùng nó dọc bờ bắc phía đông Mũi Bắc có khí hậu lãnh nguyên (Et) do thiếu mùa hè ấm. Dãy núi Scandinavia chặn khí ôn hòa và ẩm từ phía tây nam, do đó bắc Thụy Điển và cao nguyên Finnmarksvidda ở Na Uy có ít giáng thủy và mùa đông lạnh. Có nhiều vùng lớn ở dãy núi Scandinavia có khí hậu lãnh nguyên núi cao.
Nhiệt độ ấm nhất tường được lưu lại ở Scandinavia là 38,0 °C tại Målilla (Thụy Điển). Nhiệt độ lạnh nhất từng được ghi lại là −52,6 °C tại Vuoggatjålme (Thụy Điển).  Tháng lạnh nhất là tháng 2 năm 1985 tại Vittangi (Thụy Điển) với nhiệt độ trung bình −27,2 °C.
Gió tây nam sau đó được làm ấm bởi gió foehn có thể tạo ra nhiệt độ ấm tại các vịnh hẹp Na Uy vào mùa đông; Tafjord đã đo được 17,9 °C vào tháng 1 và Sunndal 18,9 °C vào tháng 2.

## Lịch sử

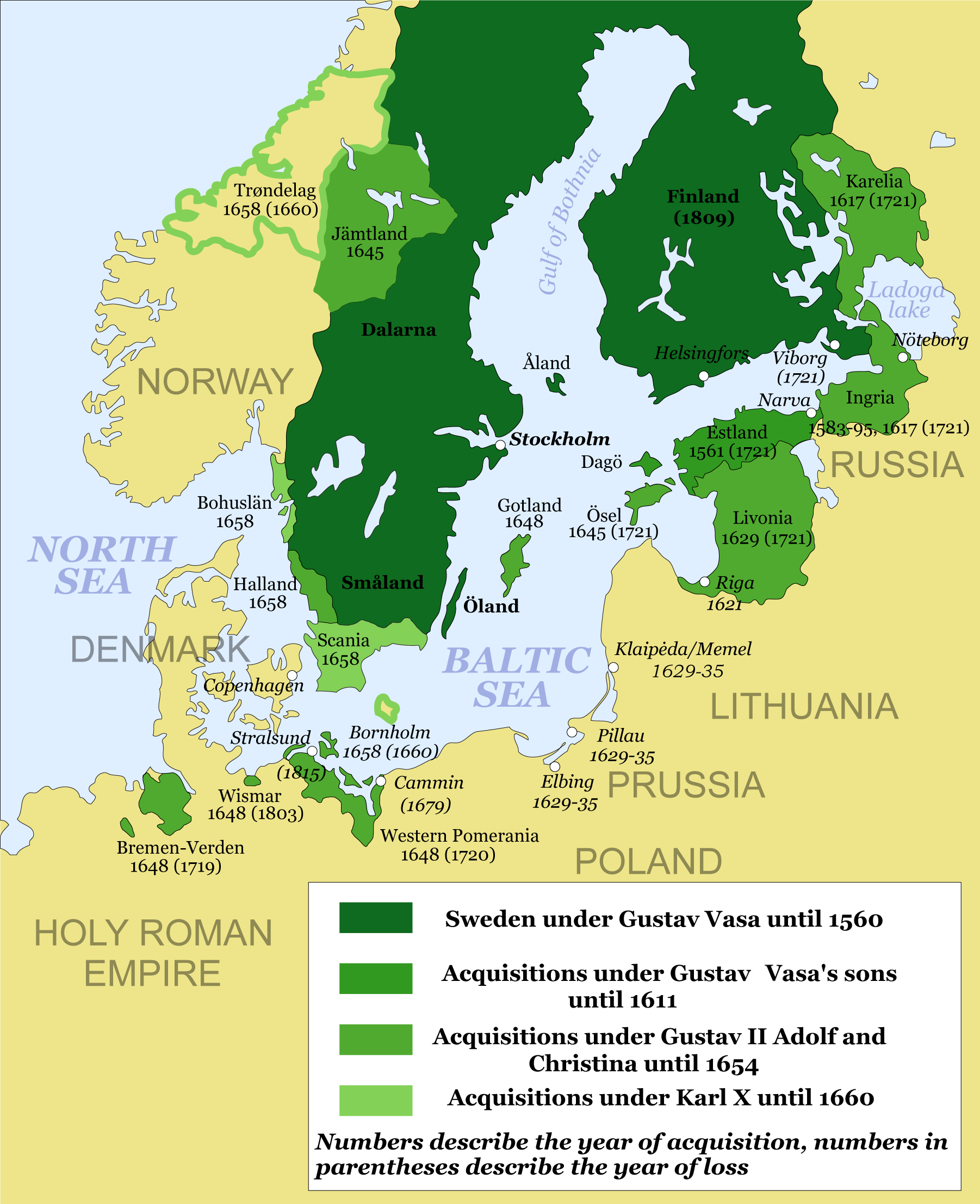
Phạm vi lớn nhất của Đế quốc Thụy Điển (1561–1721)

Trong quá trình Công giáo hóa và lập quốc giữa thế kỷ thứ 10 và 13, các tiểu quốc Germanvà thủ lĩnh được thống nhất thành ba quốc gia:
- Đan Mạch, hợp thành từ Các vùng đất của Đan Mạch (bao gồm Jutland, Sjælland và Skåneland trên bán đảo Scandinavia.[8])
- Thụy Điển, hợp thành từ Các vùng đất của Thụy Điển trên bán đảo Scandinavia (ngoại trừ các tỉnh Bohuslän, Härjedalen, Jämtland và Idre & Särna, Halland, Blekinge và Scania của Thụy Điển ngày nay, nhưng bao gồm hầu hết Phần Lan ngày nay.)
- Na Uy (bao gồm Bohuslän, Härjedalen, Jämtland và Idre & Särna trên bán đảo Scandinavia, và các đảo thuộc địa của nó gồm Iceland, Greenland, Quần đảo Faroe, Shetland, Orkney, Isle of Man và Hebrides.)

Liên minh Kalmar năm 1400.

Ba quốc gia Scandinavia năm 1387 tham gia vào Liên minh Kalmar dưới quyền nữ hoàng Margaret I của Đan Mạch. Thụy Điển rời liên minh năm 1523 dưới quyền vua Gustav Vasa. Hậu quả của việc ly khai khỏi liên minh Kalmar của Thụy Điển là nội chiến nổ ra tại Đan Mạch và Na Uy. Tiếp theo đó là cuộc cải cách Tin Lành. Khi mọi thứ đã ổn định, Viện cơ mật Na Uy bị phá bỏ-nó được tập hợp lần cuối vào năm 1537. Một  liên minh cá nhân, tham gia bởi các vương quốc Đan Mạch và Na Uy năm 1536, kéo dài đến năm. Ba nước thừa kế độc lập sau đó được thành lập từ liên minh không bình đẳng này: Đan Mạch, Na Uy và Iceland.
Biên giới giữa ba nước có hình dạng như bây giờ kể từ giữa thế kỷ 17: Năm 1645 Hiệp ước Brömsebro, Đan Mạch–Na Uy nhượng các tỉnh của Na Uy gồm Jämtland, Härjedalen và Idre & Särna, cũng như các đảo tại biển Baltic Sea gồm Gotland và Ösel (Estonia) cho Thụy Điển. Hiệp ước Roskilde, được ký vào năm 1658, bắt Đan Mạch–Na Uy nhượng các tỉn của Đan Mạch gồm Scania, Blekinge, Halland, Bornholm và các tỉnh của Na Uy gồm Båhuslen và Trøndelag cho Thụy Điển. Hòa ước Copenhagen bắt Thụy Điển trả Bornholm và Trøndelag cho Đan Mạch–Na Uy, và từ bỏ yêu sách nhận chủ quyền hòn đảo Funen.
Ở phía đông, Phần Lan, từng là một phần được sáp nhật hoàn toàn vào Thụy Điển từ thời Trung cổ cho tới chiến tranh Napoleon, khi nó nhượng lại cho Nga. Mặc dù có nhiều cuộc chiến kể từ khi ba quốc gia thành lập, Scandinavia đã luôn đóng cửa về mặt chính trị và văn hóa.

## Sự tương đồng trong quốc kỳ các nước Scandinavia
Điểm đặc biệt đáng chú ý là các cờ đều có chung hình thập tự gọi là thập tự Scandinavia, bắt nguồn từ quốc kỳ của nước Đan Mạch.
| Đan Mạch (Danmark)       | |
| Flagge Dänemarks         | Quốc kỳ Đan Mạch có tên là Dannebrog, là biểu hiệu của quân thập tự vào thời Trung cổ. Đây là lá cờ chính quyền cổ xưa nhất còn được dùng đến ngày nay. |
| Thuỵ Điển (Sverige)      | |
| Flagge Schwedens         | Quốc kỳ Thụy Điển có màu nền xuất phát từ màu của huy hiệu hoàng gia, tương tự nguồn gốc màu của lá cờ Đan Mạch |
| Na Uy (Norge/Noreg)      | |
| Flagge Norwegens         | Quốc kỳ Na Uy chỉ dựa một phần vào màu của huy hiệu gia đình nhà vua. Nó dựa vào lá cờ của Đan Mạch. Từ năm 1380 cho tới 1814, Na Uy thuộc Liên minh Đan Mạch-Na Uy, coi như là một phần của Đan Mạch. Màu xanh ở đây biểu tượng cho màu xanh đậm của Fjord và không khí trong lành.                                      |
| Phần Lan (Suomi/Finland) | |
| Flagge Finnlands         | Quốc kỳ Phần Lan được gọi là Siniristilippu ("cờ chữ thập xanh"). Những màu sắc trên lá cờ biểu hiện các đặc điểm thiên nhiên của đất nước này. Màu xanh lam tượng trưng cho bầu trời và sông hồ, còn màu trắng tượng trưng cho tuyết và những đêm trắng, một hiện tượng thiên nhiên thường thấy vào mùa hè tại Phần Lan. |
| Iceland (Ísland)         | |
| Nationalflagge Islands   | Quốc kỳ Iceland gồm nền cờ màu lam, trên có chữ thập màu trắng và màu đỏ. Màu lam biểu thị cho đại dương, màu trắng biểu thị tuyết trắng, hai màu này là quốc sắc của Iceland. Thập tự đỏ phản ánh lịch sử Iceland từng thuộc nước Đan Mạch. Cho tới 1944 Iceland là một phần của Đan Mạch.                               |